# Hypsiboas cordobae
Hypsiboas cordobae är en groddjursart som först beskrevs av Barrio 1965.  Hypsiboas cordobae ingår i släktet Hypsiboas och familjen lövgrodor. IUCN kategoriserar arten globalt som otillräckligt studerad. Inga underarter finns listade i Catalogue of Life.